# Bianca Comparato
Bianca Mendes Comparato (sinh ngày 19 tháng 11 năm 1985) là một nữ diễn viên người Brazil. Cô được biết đến với vai chính trong các sản phẩm được giới phê bình đánh giá cao như Como Esquecer năm 2010, cũng như A Menina sem Qualidades và Somos tão Jovens, cả hai vào năm 2013, sau đó cô đã giành giải Grande Prêmio do Cinema Brasileiro cho Nữ diễn viên phụ xuất sắc nhất vai trò của Carmem Teresa. Năm 2016, Bianca Comparato đóng vai chính trong sê-ri 3% của Netflix, thu hút sự chú ý của quốc tế và được hoan nghênh nhờ vai diễn nhân vật chính của loạt phim, Michele.

## Tiểu sử
Bianca Comparato sinh ra ở Rio de Janeiro, con gái của nhà văn Doc Comparato và chị gái của nữ diễn viên kiêm người dẫn chương trình Lorena so sánh. Cô là người gốc Bồ Đào Nha và Ý. Năm 16 tuổi, so sánh đã tham gia khóa học ba tháng tại Học viện Nghệ thuật Sân khấu Hoàng gia ở Luân Đôn, như một giải thưởng được trao tặng bởi Trường Rio de Janeiro của Anh, vì đã nổi bật trong khóa học sân khấu. Bianca Comparato trở về Brazil quyết tâm bỏ học để cống hiến cho sự nghiệp nghệ thuật của mình, nhưng bị cha mẹ can ngăn. Cùng với trường học bình thường, Bianca đã tham dự các khóa học về ngôn ngữ cơ thể và kịch nghệ. Năm 2010 Bianca tốt nghiệp trường điện ảnh tại Đại học Công giáo Giáo hoàng Rio de Janeiro.

## Sự nghiệp
Buổi biểu diễn sân khấu đầu tiên của Bianca Comparato là trong O Ateneu, đạo diễn Leonardo Bricio. Cô ra mắt trên truyền hình vào năm 2004, tham gia loạt phim Carga Pesada. Cuối năm đó, Bianca Comparato xuất hiện một vai khách mời trong Senhora do Destino.
Năm 2005, Bianca Comparato đóng vai Maria João trong phim Belíssima sống trong một cuộc chiến với chị gái của mình là Jacanna, do Paolla Oliveira thủ vai. Sau đó Bianca Comparato xuất hiện trong các chương cuối của nhân vật phản diện Cobras &amp; Lagartos Rosimary trong vai một y tá vào năm 2006. Cùng năm cô đóng vai chính trong bộ phim ngắn Pedro, Ana ea Verdade  và cũng tham gia bộ phim Anjos do Sol  chụp cho "Women We Love" trong ấn bản số 38 của tạp chí Playboy.
Năm 2007, Bianca Comparato tham dự loạt phim Toma Lá, Dá Cá và Antônia và miniseries Amazônia, de Galvez a Chico Mendes, và ở trong nhà hát với vở kịch Últimos Remorsos Antes do Esquecimento. Năm 2008, Bianca Comparato tham gia đoàn phim Beleza Pura của TV Globo  và cũng đã công chiếu vở kịch A Fruta ea Casca, lấy cảm hứng từ câu chuyện của Dom Casmurro.
Năm tiếp theo vào năm 2009, Bianca Comparato đã thực hiện vở kịch Rock'n'Roll  và dàn diễn viên của loạt phim truyền hình Aline từ mùa đầu tiên trở đi, trong đó cô, với tư cách là Kelly, sống với người bạn thân hiện đại Aline.
Năm 2010, Bianca Comparato đóng trong bộ phim truyện có sự tham gia của Como Esquecer How Ana Paula Arósio. Cùng năm đó, Bianca Comparato diễn xuất trong vở kịch Mordendo os Lábios, được viết và đạo diễn bởi Hamilton Vaz Pereira. Năm 2011, cô tham gia hai tập phim Tapas &amp; Beijos, diễn ra chương trình sân khấu A Escola do Escândalo  và cũng góp mặt trong vở opera A Vida da Gente.

## Tác phẩm đã tham gia

### Truyền hình
| Năm       | Tên phim | Vai diễn        | Ghi chú |
| --------- | -------- | --------------- | ------- |
| 2016-2020 | 3%       | Michele Santana |         |